# عبد الله بن عبار العنزي
عبد الله بن دهيمش بن عبّار العنزي شاعر وأديب ونسابة ومؤرخ لقبائل ربيعة عامة وقبيلة عنزة خاصة، ولد بشمال المملكة العربية السعودية عام 1365 هـ له مشاركات بالصحف المحلية و الخليجية وله أيضًا مشاركات بالأذاعة والتلفزيون السعودي.

## نسبه
هو عبد الله بن دهيمش بن عبّار بن حوران بن دبوس بن عيد ( المعنـّى ) من الخضر من السليمان من الحناتيش من المقرن من العقاقرة من الفدعان من عنزة

## حياته
ولد في شمال المملكة وقضى طفولته في البادية وفي سن الرابعة عشرة درس القرآن الكريم على يد أحد المشايخ ثم تعلّم القراءة والكتابة ثم التحق في مدرسـة أم الحمام الابتدائية في الرياض وحصل على الشهادة الابتدائية من نجران عام 1388هـ وحالت ظروفه دون مواصلة الدراسة ولكنه تعلّم من مدرسة الحياة ومجالسة أهل العلم التحق بالوظيفة عام 1385هـ وخدم 26عام ثم تقاعد له شغف واهتمام في مطالعة الكتب وبحث في الأنساب والتاريخ ونقل عن مجالس كبار السن وتخصص في أنساب قبيلة عنزة وتاريخها ونافح عن قبيلته وذكر فرسانها ومشاهيرها القدامى وصدر له عدد من المؤلفات في الأنساب والشعر الشعبي والقصص الشعبية وله بعض البحوث وله مصنفات تحت الإعداد وقد شارك في برامج شعبية فـي الإذاعة والتلفزيون والصفحات الشعبية وكذلك صدرت له عشرات الأشرطة المسجلة بصوته من قصائده عبر مراحل حياته طرق جميع أبواب الشعر الشعبي وأكثر من نظم القصائد حتى بلغ شعره أكثر من خمسون ألف بيت وله قصائد طوال قد تصل القصيدة إلى خمسمائة بيت فأكثر مما افقده حفظ معظم قصائده لاعتماده على الكتابة والتسجيل.

## مؤلفاته
- اصدق الدلائل في انساب بني وائل
- ديوان الوائلي
- المجموعة الكاملة لقطوف الأزهار
- موجز تاريخ أسرة الطيّار
- قطرات من الشعر الشعبي
- لقطات شعبية
- حنين الشوق

1. 1 2  "الشاعر عبدالله بن عبار.. بين الماضوية الفائتة ومضارعية الحاضر! (2-2)". web.archive.org. 18 أغسطس 2022. مؤرشف من الأصل في 2022-08-18. اطلع عليه بتاريخ 2024-07-24. {{استشهاد ويب}}: الوسيط |تاريخ أرشيف= و|تاريخ-الأرشيف= تكرر أكثر من مرة (مساعدة) والوسيط |مسار أرشيف= و|مسار-الأرشيف= تكرر أكثر من مرة (مساعدة)صيانة الاستشهاد: BOT: original URL status unknown (link)